# Кундызды (станция)
Кундызды́ (каз. Құндызды — «речка, где водятся бобры»), также встречается написание (искажённое название географического объекта) Кундузды — железнодорожная станция Алматинского отделения Казахстанских железных дорог. Расположена на участке Жетыген — Алтынколь международной железнодорожной линии Жетыген — Цзинхэ.
Станция открыта в 2011 году в составе нового участка Жетыген — Алтынколь — граница с Китаем и первоначально имела код АСУЖТ 700628. В соответствии с Приказом Комитета транспорта и путей сообщения Министерства транспорта и коммуникаций Республики Казахстан нр 67 от 12.12.2012 г. станция Кундызды была открыта по параграфу 3 Тарифного руководства № 4 (приём и выдача грузов повагонными и мелкими отправками, загружаемыми целыми вагонами, только на подъездных путях и местах необщего пользования) и получила взамен старого новый код АСУЖТ — 704807.
Станция расположена в 20 км южнее Жаркента.
До сентября 2012 года регулярное пассажирское сообщение на данном участке отсутствовало — существовало только движение рабочих поездов.
С 3 сентября 2012 года осуществляется регулярное движение пассажирских поездов по маршруту Жетыген — Алтынколь (Коргас). По состоянию на 1 сентября 2013 года в Кундызды имеет остановку одна пара поездов указанного маршрута: поезд № 7086Х Жетыген — Алтынколь и обратный поезд № 7085Х Алтынколь — Жетыген. Стоянка 3 мин.
20 ноября 2012 года на станцию прибыл первый грузовой состав из 22 вагонов с каменным углём для инфраструктурных объектов и жителей станций казахстанского участка магистрали.
Станция оборудована микропроцессорной централизацией стрелок и светофоров Ebilock-950 с центральным процессором R4.

## Перспективы
Строительство жилья и других социальных объектов планируется на станциях Жетыген (в посёлке Жетыген), Шелек (посёлок Масак), Таскарасу (посёлок Рахат), Алтынколь (посёлок Пиджим), а также на станции Кундызды и на разъездах Жарсу и Ортакудык. Кроме того, на протяжении линии Жетыген — Коргас предусматривается строительство всех отсутствующих коммуникаций. Вдоль всей дороги проводится линия электропередачи, что позволит обеспечить электроэнергией не только объекты станций и разъездов, но и близлежащие посёлки.
Согласно заявлению Амандыка Баталова, первого заместителя акима Алматинской области:

- Благодаря стройке века сразу несколько районов Семиречья переживают инфраструктурный бум. Так, помимо Жетыгена и Алтынколя строительство жилья и соцобъектов разворачивается на станциях Шелек (поселок Масак), Таскарасу (поселок Рахат), Кундызды, разъездах Жарсу и Ортакудык. А в селе Нуркент уже готовы к эксплуатации дома для железнодорожников и работников госслужб. Здесь же возводятся школа, детский сад, амбулатория, пожарное депо.

Кроме того, вдоль всей дороги проводится линия электропередачи, предусмотрено строительство газопровода до станции Алтынколь протяженностью 130 километров, что даст возможность газифицировать почти весь Панфиловский район: город Жаркент, поселки Чулакай, Улкен Шаган и Пиджим. Словом, эта магистраль не только повышает экспортный потенциал страны, но и придает импульс внутреннему развитию региона.